# Liam McIntyre
Liam McIntyre (Adelaide, 8 februari 1982) is een Australisch acteur. Hij speelde onder meer de hoofdrol in de televisieseries Spartacus: Vengeance en Spartacus: War of the Damned.
McIntyre begon zijn acteercarrière in Australische korte films van 2007 tot 2010. In 2010 vertolkte hij gastrollen in de televisieseries Rush en Neighbours. In hetzelfde jaar had hij een gastrol in de Amerikaanse serie The Pacific. McIntyre werd later geselecteerd om Andy Whitfield te vervangen in de titelrol voor de televisieserie Spartacus. Whitfield moest stoppen met filmen omdat zijn lymfeklierkanker terugkeerde. McIntyre verving hem voor de volgende seizoenen. In 2014 vertolkte McIntyre de rol van Sotiris in de film The Legend of Hercules.

## Filmografie
Films:
- Shotgun! (2007)
- Fancy (2007)
- Anniversary (2009)
- Niflheim: Blood & Bullets (2009)
- Bottled Up (2010)
- Radev (2010)
- A Bitter Sip of Life (2010)
- Ektopos (2011)
- The Legend of Hercules (2014)
- The Dream Children (2015)
- Albion: The Enchanted Stallion (2016)
- Security (2017)
- This little love of mine (2021)

Televisieseries
- The Pacific (2010, 1 aflevering)
- Neighbours (2010, 1 aflevering)
- Rush (2010, 2 afleveringen)
- Spartacus: Vengeance (2012, 10 afleveringen)
- Spartacus: War of the Damned (2013, 10 afleveringen)
- The Flash (2014, 5 afleveringen)